# Pòrtic dels Dii Consentes

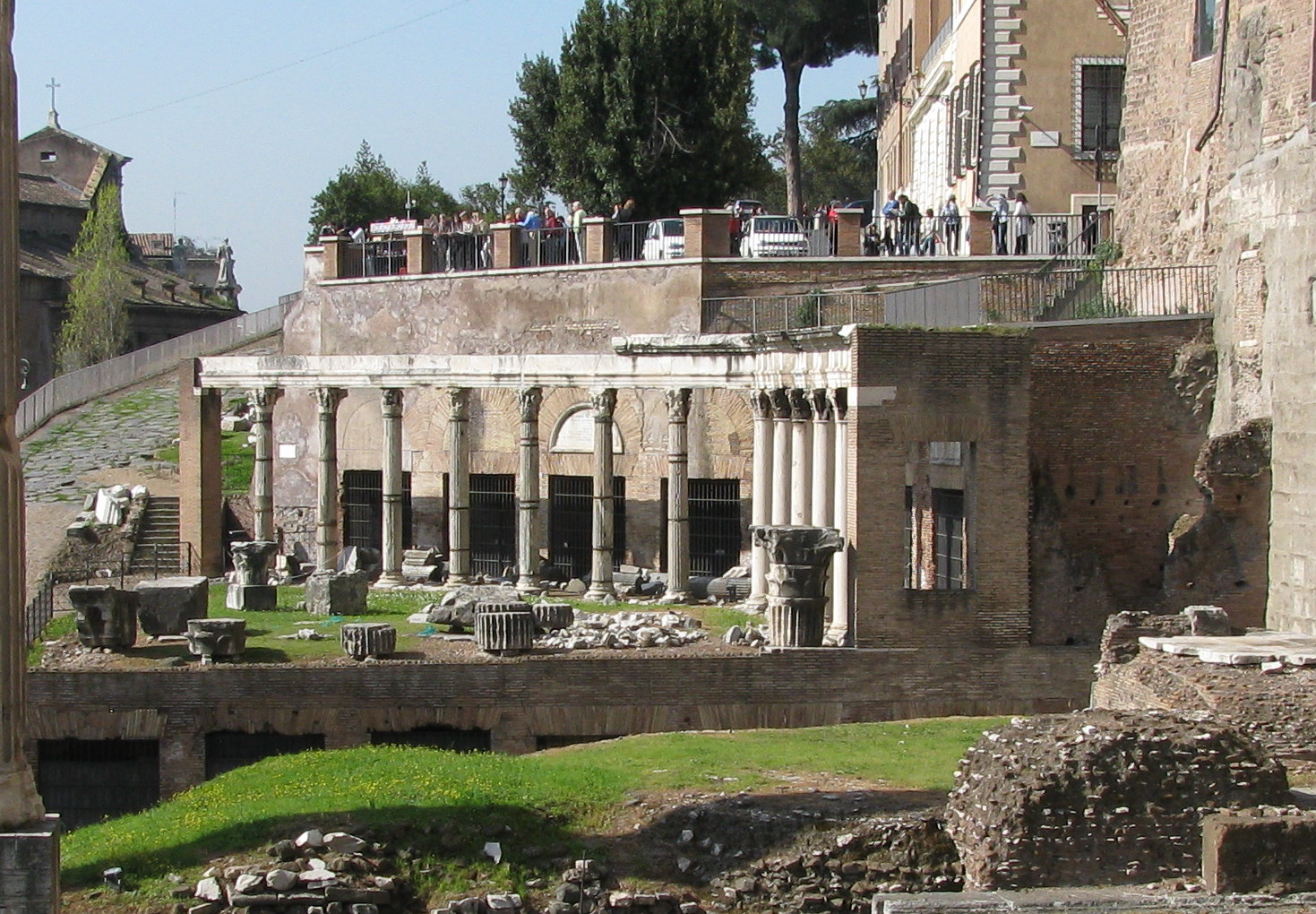
Restes del pòrtic dels Dii Consentes

El pòrtic dels Dii Consentes (en llatí: Porticus deorum consentium) va ser un dels edificis sagrats del Fòrum Romà. Estava situat al nord-oest, a prop del Capitoli, entre el temple de Vespasià i el temple de Saturn, als peus del Tabulàrium. El pòrtic era el suport de dotze estàtues daurades que representaven els Dii Consentes.
L'edifici consistia en dues fileres de cel·les, de 4 m per 3,70 m cadascuna, que juntes formaven un angle molt obert i enfront de les quals es va posar un pòrtic amb columnes de marbre cipollino (amb betes concèntriques com el dibuix format per les capes d'una ceba) i capitells corintis. És probable que en aquestes habitacions estiguessin les estàtues d'or, disposades per parelles, els Dii Consentes. El pòrtic descansava sobre una plataforma que incloïa les altres habitacions de nivell inferior, ocultes parcialment pel podi del temple de Vespasià.

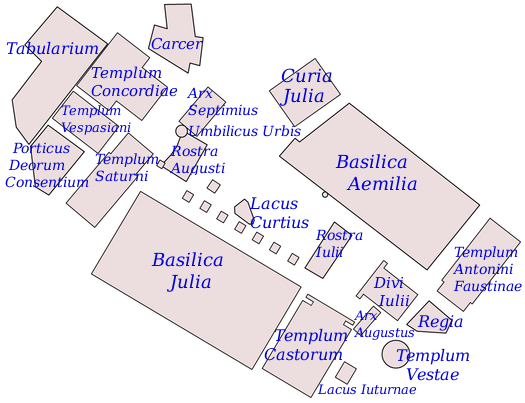
Localització del pòrtic al cantó nord-oest del fòrum

El pòrtic es va edificar probablement al segle iii aC o al II aC, però la seva forma actual data de l'època dels Flavis, a finals del segle I. Vettius Praetextatus, prefecte de la ciutat, el va fer restaurar l'any 367, en una última temptativa de restaurar el paganisme. Amb aquesta ocasió se li va afegir una inscripció.
[Deorum c]onsentium sacrosancta simulacra cum omni lo[ci totius adornatio]ne cultu in [formam antiquam restituto [V]ettius Praetextatus, v(ir) c(larissimus), pra[efectus u]rbi [reposuit] curante Longeio [— v(ir) (clarissimus, c]onsul[ari] 
Les restes d'aquest pòrtic foren descobertes el 1834 amb les columnes tombades per terra, les quals es van tornar a muntar el 1858 afegint unes columnes de travertí en substitució de les que en mancaven.